# Шайкорык (станция)
Шайкоры́к (ранее — Чайкуру́к, каз. Шәйқорық) — станция в Жамбылском районе Жамбылской области Казахстана, входит в состав Жамбылского сельского округа. Код КАТО — 314043600.

## Население
| Численность населения | Численность населения | Численность населения |
| 1989                  | 1999                  | 2009                  |
| --------------------- | --------------------- | --------------------- |
| 242                   | ↗259                  | ↘179                  |